# 邓林红
邓林红，重庆大学教授，主要从事生物材料及应用、纳米医学材料及装置、生物医用高分子物理等方面的研究工作。入选中华人民共和国教育部2007年度"长江学者"特聘教授。